# Fast & Furious 10
Fast & Furious 10 (Originaltitel: Fast X) ist ein US-amerikanischer Actionfilm, der am 17. Mai 2023 in die deutschen und zwei Tage später auch in die US-amerikanischen Kinos kam. Es handelt sich um den elften Spielfilm innerhalb der Fast-&-Furious-Filmreihe und um eine Fortsetzung zu Fast & Furious 9 aus dem Jahr 2021. Nachdem Justin Lin während der Dreharbeiten das Filmprojekt verlassen hatte, übernahm Louis Leterrier als Regisseur.

## Handlung
Roman Pearce wird von der Agency beauftragt, einen Computerchip zu stehlen, der sich auf der Durchreise in Rom befindet. Dom und seine Frau Letty Ortiz bleiben mit ihrem Sohn Brian „Little B“ zurück, während der Rest des Teams nach Rom reist. Eine verwundete Cipher kommt jedoch bei Dom zu Hause an und informiert ihn, dass Dante Reyes, der Sohn des Drogenbarons Hernan Reyes, ihre Crew gegen sie aufgebracht hat und sie benutzt, um Dom aus Rache für den Tod seines Vaters und den Verlust des Familienvermögens zehn Jahre zuvor ins Visier zu nehmen. Little Nobody nimmt Cipher in Gewahrsam, verrät Dom und Letty aber, dass es keinen Auftrag der Agency in Rom gibt. Dom und Letty erkennen, dass Dante sie reingelegt hat, und machen sich auf den Weg, das Team zu retten. In Rom sperrt Dante das Team in einen Lastwagen, der eine Bombe enthält, während Dom und Letty sie verfolgen. Die Bombe wird in den Straßen freigesetzt, und Dom stößt sie in den Tiber, um den Schaden zu begrenzen. Letty wird verhaftet, und Agent Aimes, der seit dem Verschwinden von Mr. Nobody de facto die Leitung der Agency innehat, glaubt, dass Dom und sein Team für den Bombenanschlag verantwortlich sind, und leitet eine Fahndung ein, für die ein Kopfgeld von mehreren Millionen Dollar ausgesetzt ist.
In Los Angeles trifft ein bewaffnetes Team ein, um Little B zu entführen, der sich in der Obhut von Doms Schwester Mia befand. Doms Bruder Jakob besiegt das Team gemeinsam mit Mia und bringt Little B an einen geheimen Ort in Portugal, wo sie auf Dom warten werden. Tess, die Tochter von Mr. Nobody, ist von der Unschuld des Teams überzeugt und benutzt das Auge Gottes, um Dom in Neapel zu finden und ihn darüber zu informieren, dass Dante in Rio de Janeiro ist. Dom konfrontiert Dante und stimmt einem Rennen zu, an dem auch Doms Freund Diogo und Isabel Neves, die Schwester von Little Bs verstorbener Mutter Elena, teilnehmen. Während des Rennens erzählt Dante Dom, dass er Bomben in Diogos und Isabels Autos platziert hat. Da er Diogo nicht erreichen kann, stößt Dom mit Isabel zusammen, um die Bombe zu entschärfen, während Diogos Auto explodiert.
Tess besucht Letty an einem geheimen Ort der CIA und verwundet sie heimlich, um sie in das Behandlungszentrum des Gefängnisses zu schicken, wo sie Cipher trifft. Sie finden heraus, dass sich die geheime Anlage in der Antarktis befindet, und vereinbaren, bei der Flucht zusammenzuarbeiten. In London stellt der Rest von Doms Team fest, dass ihre Bankkonten leergeräumt wurden. Sie verwenden daher das von Roman Pearce versteckte Geld, um sich mit Ramseys Mitarbeiter Bowie zu beraten und Vorräte zu beschaffen. Bowie meldet jedoch ihre Ankunft bei den Strafverfolgungsbehörden, um das Kopfgeld zu kassieren, woraufhin sich das Team an Deckard Shaw um Hilfe wendet. Zunächst widerwillig, erklärt sich Deckard bereit, ihnen zu helfen, nachdem er erfahren hat, dass seine Mutter Queenie ebenfalls auf der Flucht ist, weil sie Dom geholfen hat. Aimes spürt Dom auf und verhaftet ihn, doch sein Team gerät in einen Hinterhalt von Dantes Söldnern. Aimes schließt sich mit Dom zusammen, um sie zu bekämpfen, aber Dante enthüllt, dass er Isabel entführt hat. Ein Scharfschütze von Dante verwundet Tess, während Dante das Auge Gottes stiehlt und Little B in Portugal aufspürt. Dom gelingt es, Isabel zu retten, während Dante flieht. Isabel verspricht Dom, Tess in ein Krankenhaus zu bringen, während Aimes sich bereit erklärt, Dom dabei zu helfen, Dante zur Strecke zu bringen. Doms Team wird ebenfalls informiert und reist nach Portugal.
Währenddessen gelingt es Dante, Little B zu entführen, und er befiehlt seinen Söldnern, Dom und Jakob aufzuhalten. Jakob opfert sich bei einem explosiven Crash, der alle Söldner ausschaltet und es Dom ermöglicht, seinen Sohn zu retten. An einem nahe gelegenen Staudamm angekommen, klemmt Dante sie zwischen zwei ferngesteuerte Sattelschlepper und bereitet sich darauf vor, sie zu zerquetschen, während Aimes sich als Doppelagent entpuppt, der für Dante arbeitet und das Flugzeug mit Doms Team abschießt. Dom stürzt von der Kante und den Abhang des Dammes hinunter und landet sicher im Wasser, aber Dante enthüllt, dass der Damm mit Sprengstoff versehen ist und zündet ihn. In der Antarktis entkommen Letty und Cipher dem Gefängnis und wandern zur Küste, wo ein U-Boot auftaucht und die totgeglaubte Gisele Yashar wiederkommt, um sie zu retten.
In der Mid-Credit-Szene stürmen Luke Hobbs und seine Agenten ein Anwesen, das Dante gehört, der anruft, um Hobbs mitzuteilen, dass er das nächste Ziel für den Mord an seinem Vater ist.

## Produktion
Im Februar 2016 kündigte Vin Diesel die Starttermine von Fast & Furious 8, Fast & Furious 9 und Fast & Furious 10 an, wobei letzterer am 2. April 2021 erscheinen sollte. Die drei Filme beschrieb Diesel anfangs noch als „eine letzte Trilogie“, bis im Oktober 2020 Fast & Furious 11 angekündet wurde. Im Stile von Harry Potter sollte der Abschluss der Hauptfilmreihe auf zwei Filme aufgeteilt werden, während weiterhin Spin-offs möglich seien. Als Regisseur konnte zunächst Justin Lin verpflichtet werden, der zuvor bereits fünf Filme der Reihe inszenierte und gemeinsam mit Dan Mazeau auch das Drehbuch schrieb. Neben Diesel und Lin fungieren Neal H. Moritz, Jeff Kirschenbaum und Samantha Vincent als Produzenten.
Bereits im Juni 2021 verkündete Vin Diesel, dass Cardi B nach ihrem Kurzauftritt in Fast & Furious 9 auch in der Fortsetzung zu sehen sein werde. Im Januar 2022 schloss sich Jason Momoa der Darstellerriege an, während ebenso die Rückkehr von Michelle Rodríguez, Tyrese Gibson, Ludacris, Sung Kang, Jordana Brewster, Nathalie Emmanuel und Michael Rooker erwartet wurde. Die Besetzung von Daniela Melchior wurde im März 2022 bekannt; im Folgemonat bestätigte Momoa das Mitwirken von Charlize Theron und Diesel die Beteiligung von Brie Larson. Die Besetzung von Alan Ritchson und die Rückkehr von Scott Eastwood wurden im Mai 2022 bekannt. Des Weiteren wird Rita Moreno die Großmutter von Dominic Toretto spielen, während Leo Abelo Perry als dessen Sohn Brian auftritt.
Die Filmaufnahmen begannen am 20. April 2022 mit Kameramann Stephen F. Windon in London und sollen back-to-back mit denen zu Fast & Furious 11 erfolgen. Kurz nach Drehbeginn wurde bekannt, dass Justin Lin aufgrund kreativer Differenzen fortan nicht mehr als Regisseur des Films tätig sein werde, dem Projekt allerdings als Produzent erhalten bleibe. Hintergrund sollen Meinungsverschiedenheiten mit Hauptdarsteller sowie Produzent Vin Diesel und dessen ständige Einflussnahme auf das Drehbuch gewesen sein. Auch das Vorgehen seitens Universal, einen weiteren Autor zu engagieren, der die Dialoge überarbeiten sollte, soll Lin missfallen haben. Nach seinem Rückzug wurden die Dreharbeiten vorübergehend unterbrochen, was Mehrkosten von bis zu einer Million US-Dollar je verstrichenem Drehtag für das Filmstudio verursachte. Das gesamte Budget soll gleichzeitig auf über 300 Millionen US-Dollar gestiegen sein. Die Zwangspause, von der die Second Unit nicht betroffen war, wurde letztendlich für die Suche nach einem neuen Regisseur genutzt. Anfang Mai 2022 wurde die Verpflichtung von Louis Leterrier für den Regieposten bekannt, der ebenso das gesamte Drehbuch überarbeitete. Im Juli 2022 erfolgten Filmaufnahmen in Rom, so unter anderem auf der Engelsburg. Dreharbeiten im Stadtviertel Angelino Heights in Los Angeles wurden im Folgemonat von Anwohnerprotesten gegen illegale Straßenrennen begleitet.
Ein Trailer zum Film wurde am 10. Februar 2023 veröffentlicht. Fast & Furious 10 kam am 17. Mai 2023 in die deutschen und zwei Tage später auch in die US-amerikanischen Kinos.

## Synchronisation
Die deutschsprachige Synchronisation entstand nach einem Dialogbuch von Sven Hasper und unter der Dialogregie von Oliver Rohrbeck im Auftrag von Iyuno Germany, Berlin. Die Rolle der Magdalene Shaw übernahm anstelle von Karin Buchholz erstmals ihre Kollegin Kerstin Sanders-Dornseif.
| Rollenname               | Darsteller         | Deutsche Synchronstimme  |
| ------------------------ | ------------------ | ------------------------ |
| Dominic „Dom“ Toretto    | Vin Diesel         | Martin Keßler            |
| Dante Reyes              | Jason Momoa        | Matti Klemm              |
| Leticia „Letty“ Ortiz    | Michelle Rodríguez | Ghadah Al-Akel           |
| Mia Toretto              | Jordana Brewster   | Ranja Bonalana           |
| Roman Pearce             | Tyrese Gibson      | Tobias Kluckert          |
| Tej Parker               | Ludacris           | Jan-David Rönfeldt       |
| Han Lue                  | Sung Kang          | Gerrit Schmidt-Foß       |
| Ramsey                   | Nathalie Emmanuel  | Marie-Isabel Walke       |
| Brian Toretto            | Leo Abelo Perry    | Mika Hinz                |
| Jacob Toretto            | John Cena          | Dennis Schmidt-Foß       |
| Cipher                   | Charlize Theron    | Bianca Krahl             |
| Aimes                    | Alan Ritchson      | Sascha Rotermund         |
| Tess Petty               | Brie Larson        | Yvonne Greitzke          |
| Little Nobody            | Scott Eastwood     | Sven Hasper              |
| Isabel Neves             | Daniela Melchior   | Ronja Peters             |
| Abuelita Toretto         | Rita Moreno        | Isabella Grothe          |
| Hernan Reyes             | Joaquim de Almeida | Lutz Riedel              |
| Deckard Shaw             | Jason Statham      | Thomas Nero Wolff        |
| Luke Hobbs               | Dwayne Johnson     | Ingo Albrecht            |
| Magdalene „Queenie“ Shaw | Helen Mirren       | Kerstin Sanders-Dornseif |